# Confide
Confide — американская группа из Лос-Анджелеса, Калифорния, сформированная в 2004 году. Группа выпустила два мини и три полноценных альбома.

## История

### Формирование и первые альбомы (2004—2006)
Группа была образована в августе 2004 года, основателями были Аарон Ван Затфен, Джейсон Пикард и Джошуа Плэш. После чего они стали искать новых участников. Пикард дружил с Билли Праденом, в то время как Праден и Ван Затфен знали Джеффри Халберга. Впятером они и начали свою деятельность. За два года они самостоятельно выпустили два мини альбома: Innocence Surround (2005) и Introduction (2006). Introduction был уже записан без Джейсона Пикарда, на его место взяли нового барабанщика Джона Пентона.

### Смена вокалиста и сотрудничество с лейблами (2007—2010)
К концу 2006 года вокалист Джош Плэш покинул группу. На его место пришел Росс Майкл Кеньон. Кеньон родился и вырос в Англии (г. Лидс). На родине он был вокалистом Penknifelovelife. Он переехал в Соединенные Штаты, чтобы быть со своей девушкой и в то же время, пытался найти группы, в которые требуется вокалист. После знакомства с Халбергом, Росс стал участником Confide. Барабанщик Джон Пентон также покинул группу, а на его место пришел Эрин Элахай. Это изменение в составе повлияло на сдвиг жанра группы в сторону металкора.
В начале 2007 года Росс Кеньон был вынужден вернуться в Англию и снова начать выступать в Penknifelovelife. В тот момент Confide взяли творческий отпуск. После нескольких концертов он заявил на странице Myspace группы, что навсегда уходит из Penknifelovelife в Confide. Группа отправилась в тур, где Росс исполнял старые песни Confide, а также новый материал.
В 2008 году, после окончательного переезда Кеньона в США, группа начала работу над альбомом. Confide подписали контракт с Science Records. Они выпустили два демо-трека «Zeal» и «The Bigger Picture». На «Zeal» планировался видеоклип, но по каким-то причинам он не был закончен.
Первый полноформатный альбом Confide под названием "Shout the Truth" был выпущен 17 июня 2008 года, это был первый официальный релиз с Россом, а также их первый релиз на лейбле Science Records. На песню «If We Were a Sinking Ship» с нового альбома был снят видеоклип, в котором также снялась жена Росса Кеньона.
В начале 2009 года в Confide произошли большие изменения. Группа подписала контракт с Tragic Hero Records. Аарон Ван Затфен и Эрин Элахай покинули состав группы, на их место пришли Джошуа Пол и Джоэл Пайпер соответственно. С приходом Пайпера в песнях группы появился чистый вокал. Первым треком, который Confide записали новым составом, был кавер на песню группы The Postal Service «Such Great Heights». 23 мая 2009 года Confide опубликовали его на своей странице Myspace и этим же летом сняли на него клип. Entertainment Weekly признали кавер Confide на песню "Such Great Heights" худшим кавером 2009 года. На что Джоэл Пайпер заявил: "Для меня это как знак того, что Confide набирают популярность".
25 июля 2009 года группа объявила в своем блоге, что они собираются переиздать альбом “Shout the Truth”. Был перезаписан только вокал: были изменены партии Росса и добавлены вокальные партии Джоэла Пайпера. Re-релиз вышел 8 сентября 2009 года и содержал 3 бонуса: «Role Reversal», «I Never Saw This Coming» и «Such Great Heights». На трек «I Never Saw This Coming» был снят видеоклип.
В конце 2009 группу покинул басист Билли Праден, на его место пришел Тревор Виккерс из Underneath The Gun. Новым составом, зимой 2009-2010 группа отправилась записывать альбом на студию Джоуи Стёрджеса.
"Recover" - второй полноформатный альбом Confide, был выпущен 18 мая 2010 года лейблом Tragic Hero Records. После выпуска альбома группа активно гастролировала и принимала участие в Vans Warped Tour 2010. В конце лета 2010 из-за болезни Росса на нескольких выступлениях его заменяли вокалисты Кейси Лагос и Кайл Айстук.

### Распад (2010)
4 октября 2010 года группа заявила о распаде в своем блоге на Myspace. Основной причиной распада являлась усталость от жизни в турах. Концертную деятельность Confide закончили после Японского турне. После возвращения из Японии Confide сыграли свой прощальный концерт 7 ноября 2010 года. Однако в обращении ребята добавили, что на их дружбу распад никак не повлияет. Кроме того, каждый из участников останется в музыкальной сфере, и в будущем мы еще услышим каждого по отдельности. На прощание Confide выпустили концертный клип на песню «The View From My Eyes».

### Воссоединение группы и новый альбом (2012—2014)
31 августа 2012 года Confide объявили о своем воссоединении и начали кампанию по сбору денег на Kickstarter. По словам группы, не будучи больше на лейбле и не давая туров, у них будет много свободного времени для написания альбома, который они создадут сами от начала до конца без стресса или беспокойства, причиняемых менеджерами, агентами или лейблами, в этом случае и группа и фанаты будут довольны результатом. Группа набрала необходимые $30,000 за две недели, а к 1 октября 2012 набралось $38,709. Примерная дата выхода альбома по слухам была - декабрь 2012 года. Но участники заявили, что альбом будет готов в начале 2013 года.
6 февраля 2013 группа опубликовала видеоблог, в котором рассказала о работе над новым альбомом. В марте 2013 вышел их первый сингл «Sooner or Later» с предстоящего альбома. В апреле, находясь на завершающей стадии записи альбома, Confide объявили, что уже сейчас они гордятся этим релизом, благодарят фанатов за поддержку и терпение и выход альбома намечен на лето 2013.
В ночь с 12 на 13 июля 2013 года участники группы представили обложку, список песен, название альбома и дату его выхода - 30 июля 2013. В этот же день альбом "All Is Calm", стал доступен для предзаказа на iTunes Store по цене 99 рублей (для России). На сайте Amazon.com стали доступны 30-секундные отрывки всех песен с предстоящего альбома.
Фанаты, сделавшие вклады в Kickstarter проект Confide, для записи альбома, получили возможность скачать альбом за две недели до даты официального релиза, таким образом, 16 июля альбом был слит в сеть. С 30 июля 2013 стал доступен заказ альбома на физическом носителе с официального сайта группы. Люди, вложившие деньги на Kickstarter, получили подписанные CD-копии "All Is Calm", постер и футболку с логотипом Confide.
Первые концерты в Калифорнии и Неваде в поддержку альбома "All Is Calm" были назначены на 6, 7 и 8 сентября 2013 года.
8 сентября 2013 года Джоэл Пайпер объявил через свой аккаунт в твиттере, что он покидает группу, и что остальные выступления в сентябре будут его последними живыми выступлениями с Confide. Официального подтверждения словам Джоэла от группы не последовало. Фактически, с уходом Пайпера группа прекратила свою активную деятельность.
В феврале 2014 Джош Пол заявил, что сейчас у каждого участника группы свои проекты, которые занимают большую часть их времени. Confide находится в замороженном состоянии. Концерты и новый материал не планируются.
Весной 2018 Росс Кеньон в своём Инстаграме объявил дату выхода альбома новой группы Lifelong, в состав которой также вошли бывшие участники Confide Джоэл Пайпер и Трэвор Виккерс. 1 мая 2018 мини-альбом "Revive the Masses" стал доступен на iTunes, а на одноимённую песню с альбома был снят клип.

## Участники
Последний состав
- Росс Кеньон — скриминг (2006–2010, 2012–2013)
- Джэфф Хэлберг — ритм-гитара, бэк-вокал (2004–2010, 2012–2013)
- Джоэл Пайпер — ударные, чистый вокал, клавишные, музыкальное программирование (2009–2010, 2012–2013)
- Трэвор Викерс — бас гитара, бэк-вокал (2010, 2012–2013)

## Дискография
Альбомы
- Shout the Truth (2008)
- Recover (2010)
- All Is Calm  (2013)

Мини-альбомы
- Innocence Surround (2005)
- Introduction (2006)

Демо
- Demo 2008

## Музыкальные клипы
| Год  | Название песни              | Режиссёр       | Альбом          |
| ---- | --------------------------- | -------------- | --------------- |
| 2007 | «Zeal»                      | Ryan Wilson    | Demo 2008       |
| 2008 | «If We Were a Sinking Ship» | Daniel Chesnut | Shout the Truth |
| 2009 | «Such Great Heights»        | Daniel Chesnut | Shout the Truth |
| 2010 | «I Never Saw This Coming»   | Luke Rocheleau | Shout the Truth |
| 2010 | «The View From My Eyes»     | Jon Stone      | Recover         |